# Campionat de Zúric 2003
L'edició del 2003 fou la 88a del Campionat de Zuric. La cursa es disputà el 17 d'agost de 2003, amb final a Zúric, i amb un recorregut de 236,6 quilòmetres. El vencedor final fou l'italià Daniele Nardello, que s'imposà per davant de Jan Ullrich i Paolo Bettini.
Va ser la vuitena cursa de la Copa del Món de ciclisme de 2003.

## Classificació final
|    | Ciclista                 | Equip                  | Temps      |
| -- | ------------------------ | ---------------------- | ---------- |
| 1  | Daniele Nardello         | Team Telekom           | 5h 55' 30" |
| 2  | Jan Ullrich              | Team Bianchi           | + 6"       |
| 3  | Paolo Bettini            | Quick Step-Davitamon   | + 11"      |
| 4  | Michael Boogerd          | Rabobank               | m. t.      |
| 5  | Davide Rebellin          | Team Gerolsteiner      | m. t.      |
| 6  | Javier Pascual Rodríguez | iBanesto.com           | m. t.      |
| 7  | Oscar Camenzind          | Phonak Hearing Systems | m. t.      |
| 8  | David Moncoutié          | Cofidis                | m. t.      |
| 9  | Michele Scarponi         | Domina Vacanze-Elitron | m. t.      |
| 10 | Cristian Moreni          | Alessio                | m. t.      |